# Eugène Voulgaris
Pour les articles homonymes, voir Voulgaris.
Œuvres principales
- Éléments de Métaphysique
- Traité sur la Tolérance
- Traité sur l'Euthanasie
- De l'Univers

Mont Athos - Ruines de l'Académie

Eugène Voulgaris (grec moderne : Ευγένιος Βούλγαρης, Evgénios Voúlgaris) est un ecclésiastique, un enseignant, le traducteur en grec de plusieurs œuvres de Voltaire et un penseur de la philosophie des Lumières dans le monde grec. Né en 1716 à Corfou, dans une famille bulgare hellénisée, dans les îles Ioniennes, il est mort en 1806 à Saint-Pétersbourg, en Russie.
Ses écrits, traités, lettres mais aussi poèmes, sont extrêmement nombreux et leurs sujets très diversifiés. Ils traitent de philosophie, de théologie, de mathématiques mais aussi de droit, de politique, de grammaire, de musique. Par son enseignement et son œuvre, Eugène Voulgaris est l'un des premiers à s'être appliqué à répandre dans le monde orthodoxe ottoman la pensée des philosophes des Lumières de l'Europe occidentale. Il fut ainsi un des inspirateurs du « projet grec » de Catherine II de Russie et des renaissances culturelles grecque (dite les Lumières Néohelléniques : O Νεοελληνικός Διαφωτισμός), bulgare et roumaine.

## Biographie
Eugène Voulgaris se prénomme à sa naissance Eleftherios (« Libre »). Corfou est alors gouvernée par la république de Venise. Le jeune homme suit des études de théologie, de philosophie, de langues européennes et de sciences naturelles, d'abord à Corfou puis à Ioannina, en Épire ottomane, ainsi qu'à Padoue en Italie.    
En 1737 ou 1738, il devient moine et diacre au monastère Saint-Jean-le-Théologien dans l'île de Patmos et prend le prénom religieux d'Eugénios.  
De 1742 à 1746, il est professeur de mathématiques et de physique à l'école Maroutsaia à Ioannina. Contraint de quitter l'école car il se heurte au conservatisme de sa direction, il part alors enseigner à Kozani. Mais en 1750 il retrouve son poste à Ioannina et y reste jusqu'à son départ en 1753 pour l'Académie Athonite, c'est-à-dire l'Académie du Mont Athos. La direction de cette institution créée par le patriarche de Constantinople, Cyrille V, lui a été confiée dans le souci d'une ouverture de la théologie à l'esprit critique et à l'exercice de la rationalité. Mais une nouvelle fois son enseignement se heurte au conservatisme religieux, en l'occurrence celui des moines du Mont Athos et Voulgaris est contraint de quitter ses fonctions en 1758.
Il est alors nommé professeur à l’Académie du Patriarcat de Constantionple, dite « La Grande Ecole ». Il y enseigne trois ans mais est à nouveau contraint de démissionner à cause de dissensions qui se font jour avec le Patriarche Samuel Ier Hangerli, défenseur de la pensée d’Aristote.
En 1763, Voulgaris quitte définitivement la Grèce. Après avoir séjourné à Leipzig et à Berlin, il vit à Moscou où il est ordonné prêtre en 1775 avant de devenir, l’année suivante, archevêque de Kherson. Il conserve cette charge jusqu’en 1787, année où il démissionne et devient membre de l’Académie impériale de Russie fondée en 1783 à Saint-Pétersbourg  par la Grande Catherine .
En 1802 il se retire au monastère de Saint-Alexandre Nevski où il meurt en 1806.

## Philosophe des Lumières
Même si au XVIIIe siècle l’Église orthodoxe grecque reste très ancrée dans ses principes, des érudits et des théologiens s’ouvrent aux idées nouvelles venues de l’Europe occidentale. Eugène Voulgaris fait partie de ces intellectuels qui s’efforcent d’être des « médiateurs ».
Il le fait par le biais de son enseignement où il prône l’importance de la pensée critique et de l’ouverture d’esprit dans l’étude des philosophes de l’Antiquité ou des Pères de l’Église. En 1768, il publie son Traité de logique et son Essai sur la Tolérance.
Eugène Voulgaris contribue également à faire connaître la philosophie des Lumières en traduisant en grec des philosophes  qui mettent en avant  l’importance de la rationalité et du libre arbitre, John Locke, Christian Wollf et surtout Voltaire. De ce dernier, il traduira une grande partie de l’œuvre en grec à partir de son installation à la cour de Catherine II de Russie, grande amie de Voltaire avec qui elle entretient une correspondance régulière jusqu’à la mort de ce dernier en 1778.
La Révolution française modifie toutefois les sympathies de la cour de Russie envers la Philosophie des Lumières et Voulgaris en est influencé. En 1791 il publiera une Lettre où il critique les éléments antichrétiens de la pensée de Voltaire.   